# Atletica leggera ai Giochi della I Olimpiade - Salto in lungo
La gara di salto in lungo dei giochi della I Olimpiade si tenne il 7 aprile 1896 ad Atene, nello Stadio Panathinaiko, in occasione dei primi Giochi olimpici dell'era moderna. Vi parteciparono nove atleti provenienti da cinque nazioni.
I migliori atleti al mondo superano i 7 metri. La miglior prestazione del 1895 appartiene all'irlandese Matthew Roseingrave con 7,137 metri, mentre il connazionale John Mooney ha saltato 7,214 nel 1894. Non ci sono irlandesi in gara.

## Risultati
Vinse lo statunitense Ellery Clark al terzo salto, dopo due nulli.
| Pos.    | Nazione     | Atleta                    | Età | Misura |
| ------- | ----------- | ------------------------- | --- | ------ |
| Oro     | Stati Uniti | Ellery Clark              | 22  | 6,35 m |
| Argento | Stati Uniti | Bob Garrett               | 21  | 6,18 m |
| Bronzo  | Stati Uniti | James Connolly            | 28  | 6,11 m |
| 4       | Grecia      | Alexandros Chalkokondylīs | 16  | 5,74 m |
| 5-9     | Francia     | Adolphe Grisel            |     | n/d    |
| 5-9     | Germania    | Carl Schuhmann            | 27  | n/d    |
| 5-9     | Svezia      | Henrik Sjöberg            | 21  | n/d    |
| 5-9     | Grecia      | Athanasios Skaltsogiannīs | 18  | n/d    |
| 5-9     | Francia     | Alexandre Tuffère         | 20  | n/d    |

Il vincitore era stato vicecampione nazionale nel 1895.